# فوتوشی ایکدا
فوتوشی ایکدا (انگلیسی: Futoshi Ikeda؛ زادهٔ ۴ اکتبر ۱۹۷۰) بازیکن فوتبال اهل ژاپن است.
از باشگاه‌هایی که در آن بازی کرده‌است می‌توان به باشگاه فوتبال اوراوا رد دیاموندز و باشگاه فوتبال آویسپا فوکوئوکا اشاره کرد.